# Tsukerova Balka
Tsukerova Balka (del ruso: Цукерова Балка) es un jútor del raión de Kushchóvskaya del krai de Krasnodar, en Rusia. Está situado en las llanuras de Kubán-Priazov, junto al límite con el óblast de Rostov, a orillas del arroyo Tsukerova, tributario por la izquierda del Elbuzd, afluente del Kagalnik, 23 km al norte de Kushchóvskaya y 199 km al norte de Krasnodar, la capital del krai. Tenía 567 habitantes en 2010.
Pertenece al municipio Krasnoselskoye.

## Transporte
Por la localidad pasa la carretera federal M4 Don Moscú-Novorosíisk.